# François de Joyeuse
Pour les articles homonymes, voir Joyeuse.
François de Joyeuse, né le 24 juin 1562 à Carcassonne et mort le 23 août 1615 à Avignon, est un cardinal et homme politique français. C'est un des membres éminents de la maison de Joyeuse.

## Famille
Né le 24 juin 1562 à Carcassonne d'une famille originaire du Vivarais, François de Joyeuse est le second fils de Guillaume de Joyeuse et de Marie Éléonore de Batarnay. Ses frères Anne et Henri deviendront duc de Joyeuse, Antoine Scipion est chevalier de Malte de l'ordre de Saint-Jean de Jérusalem, grand prieur de Toulouse puis duc de Joyeuse.

## Biographie

### Début de carrière
Étant le cadet, il est destiné à une carrière ecclésiastique. Il suit des études à Toulouse puis au collège de Navarre à Paris. Il poursuit ensuite à l'université d'Orléans et obtient un doctorat in utroque jure (droit canon et civil).
Ordonné diacre de Carcassonne, il devient ensuite conseiller privé du roi Henri III. Il est élu archevêque de Narbonne, dont il obtient une dispense pour son jeune âge, le 20 octobre 1581. Il fonde en août 1583 la confrérie des Pénitents bleus de Saint-Jérôme.

### Cardinalat

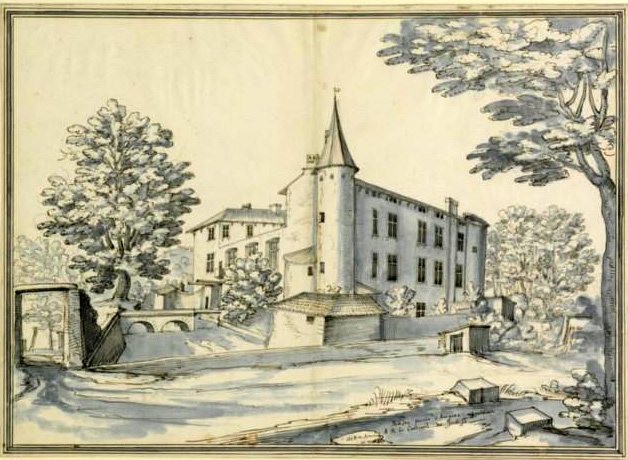
Château du cardinal de Joyeuse près d'Avignon.

Grâce à l'influence de son frère aîné Anne, il est créé cardinal lors du consistoire tenu le 12 décembre 1583 par Grégoire XIII. Il arrive trop tard pour assister au conclave de 1585 qui élit pape Sixte V. Il reçoit le chapeau rouge et le titre cardinalice San Silvestro in Capite le 20 mai 1585.
François de Joyeuse est nommé « Protecteur des affaires de France en cour de Rome » le 16 février 1587 : à ce titre, il représente les intérêts des sujets français établis à Rome, mais, également, les intérêts du roi de France auprès du pape Sixte Quint. Le 11 décembre 1587, il échange son titre au profit de SS. Trinita al Monte Pincio. Il devient en 1588 commandeur de l'ordre du Saint-Esprit.
Le 4 novembre 1588, il est transféré au siège de Toulouse.
Après la mort de Henri III, le cardinal François de Joyeuse retourne à Toulouse et participe aux actions de la Ligue. Toutefois, dès 1593, après la défaite de son frère Scipion et les hésitations de son frère Henri, il préfère se rallier à Henri IV.
Il ne participe pas aux conclaves de 1590 qui élisent Urbain VII puis Grégoire XIV. Il est présent en 1591 pour élire Innocent IX et en 1592 pour Clément VIII.
Le parlement de Toulouse le nomme gouverneur de la ville et des terres alentour avec son frère Henri (capucin Père Ange). Ratifié le 14 novembre 1592, cet acte est confirmé par le duc de Mayenne le 26 novembre 1592.

### Au service du roi
Henri IV, qui a abjuré le protestantisme, est couronné roi à Chartres le 27 février 1594. La mort du cardinal Nicolas de Pellevé le 24 mars 1594 fait de François de Joyeuse le prélat principal de l'Église de France. Le 27 avril 1594, il devient cardinal de S. Pietro in Vincoli. C'est au cours de l'année 1595, avec son secrétaire Arnaud d'Ossat et Jacques Davy du Perron, évêque d'Évreux, qu'ils travaillent pour recevoir l'absolution du roi par Clément VIII, qu'ils obtiennent le 17 septembre 1595. Au début de 1596, il assure sa loyauté au roi et est confirmé comme protecteur de la France à Rome.
En septembre 1598, le roi Henri IV l'envoie à Rome pour négocier l'annulation de son mariage avec Marguerite de Valois. Il y arrive le 13 février 1599. Le pape le nomme président de la commission ecclésiastique chargée de l'affaire, avec Oratio Montano, archevêque d'Arles et du nonce en France et évêque de Modène Gasparo Silingardi,. Il est de retour en France au cours de l'été 1599 et le 17 décembre, le pape autorise le roi à se remarier. Le 9 novembre 1600, il reçoit à Marseille la future reine Marie de Médicis.
En 1603, il fonde avec le seigneur de Maubec, le collège d'Aubenas (Ardèche) qu'il confie aux Jésuites.

### Fin de carrière

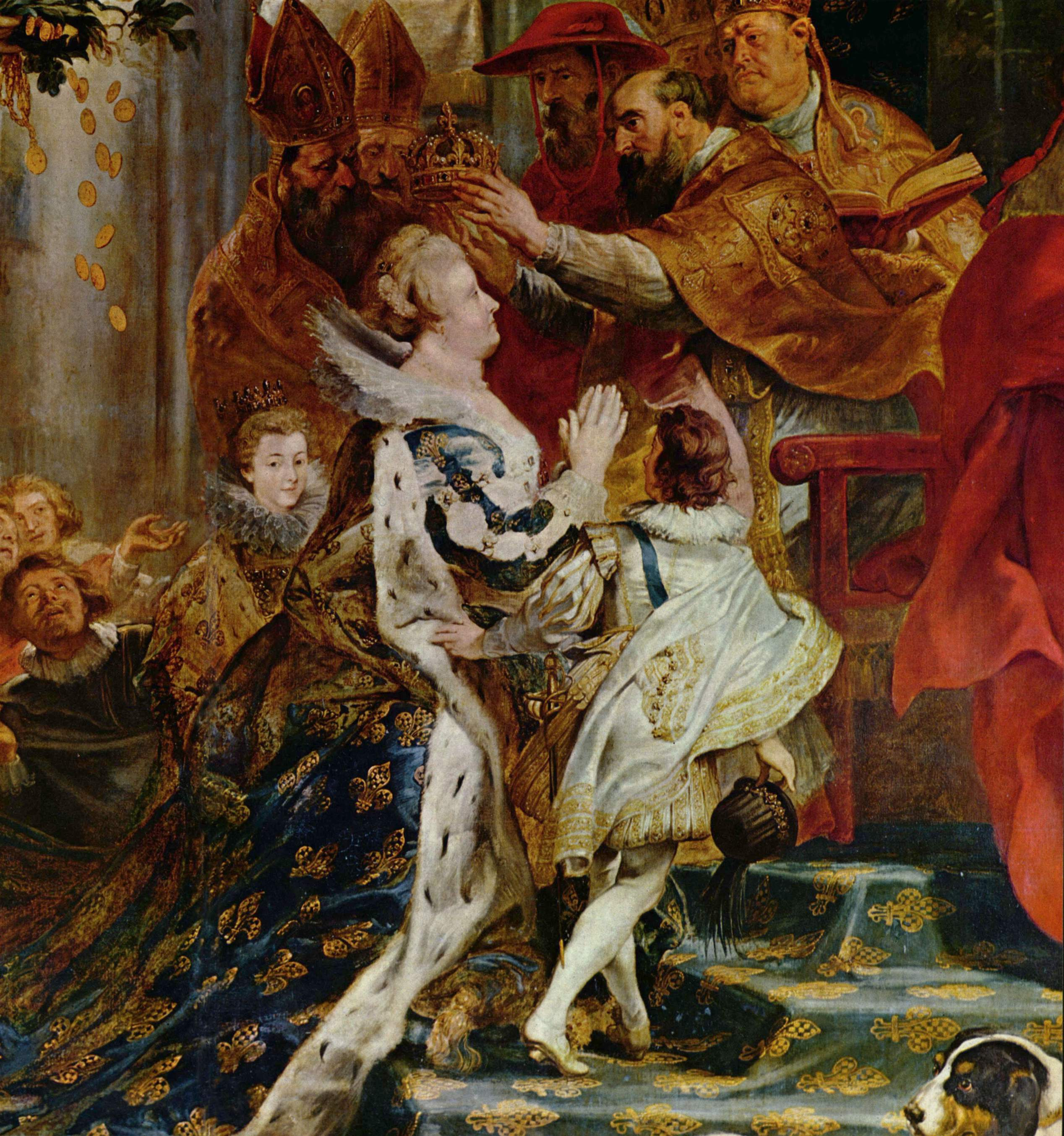
Le cardinal de Joyeuse couronne Marie de Médicis en 1610, par Pierre Paul Rubens.

Il devient cardinal-évêque de Sabina le 24 mars 1604. Il est transféré à l'archevêché de Rouen le 1er décembre 1604. Il participe aux conclaves de 1605 qui élisent pape Léon XI puis Paul V.
En 1607, il sert de médiateur entre le Saint-Siège et la république de Venise aboutissant au retrait de l'interdit que le pape Paul V a jeté sur la Sérénissime.
Légat a latere, il représente le pape Paul V au baptême du successeur du trône, futur Louis XIII le 17 juillet 1606. Le 13 mai 1610, il couronne Marie de Médicis, à Saint-Denis. Toutefois, après l'assassinat d'Henri IV, le cardinal perd son influence sous la régence de Marie de Médicis. Le 17 octobre 1610, il couronne Louis XIII à Reims, à la place de l'archevêque de Reims qui n'a pas reçu sa consécration.
Doyen du collège des cardinaux, il devient cardinal d'Ostia e Velletri le 17 août 1611. En 1613, il est touché par une attaque dont il ne ressort pas indemne. Président des États généraux d'octobre 1614, l'assemblée du Clergé décide l'application des décrets du concile de Trente. Il obtient la même année la nomination d'un coadjuteur en la personne de François de Harlay.
En 1615, il fonde un séminaire de Jésuites à Rouen .

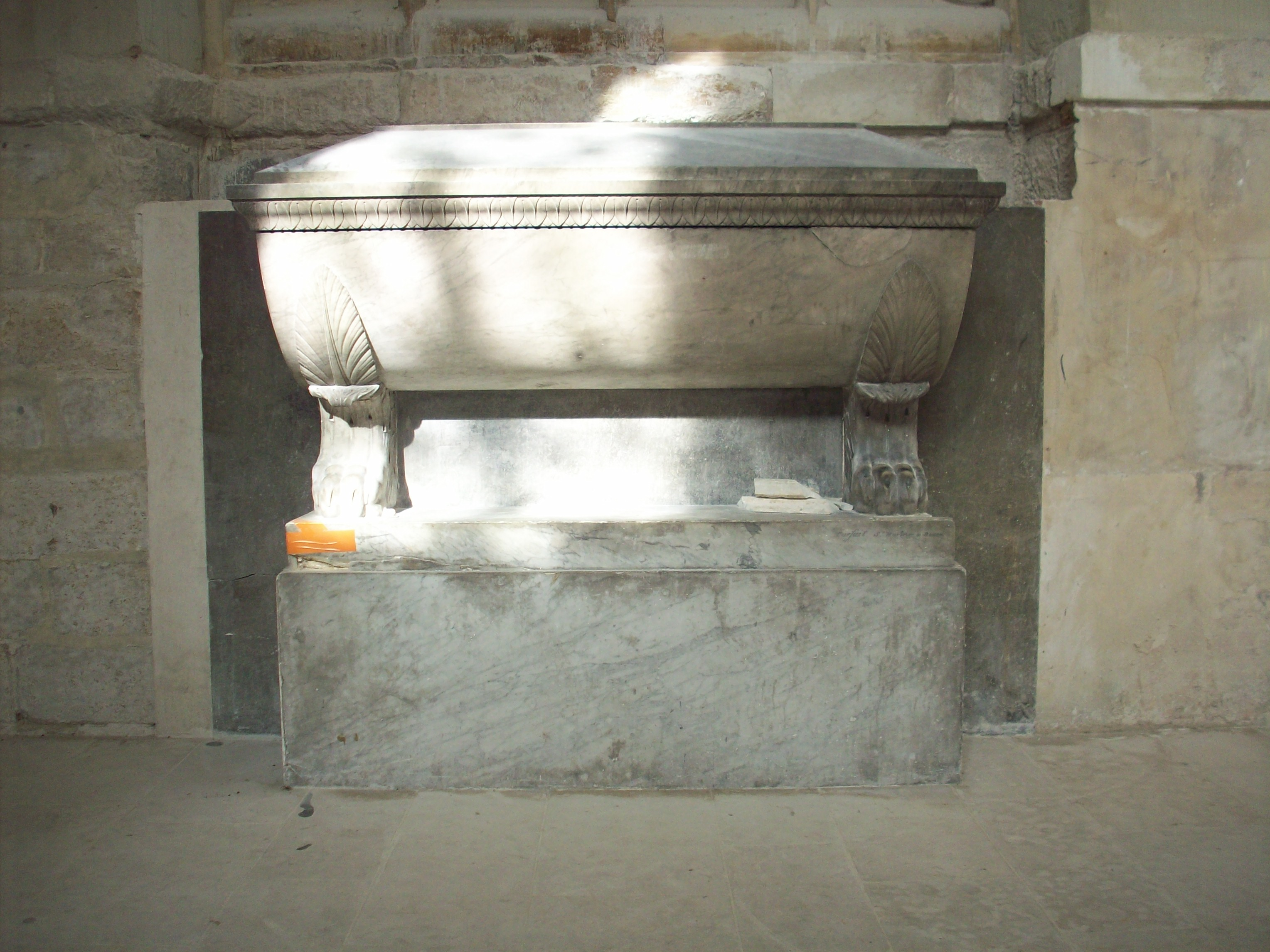
Tombeau du cardinal de Joyeuse, du marbrier Parfait à Rouen dans l'église Saint-Louis du lycée Corneille de Rouen.
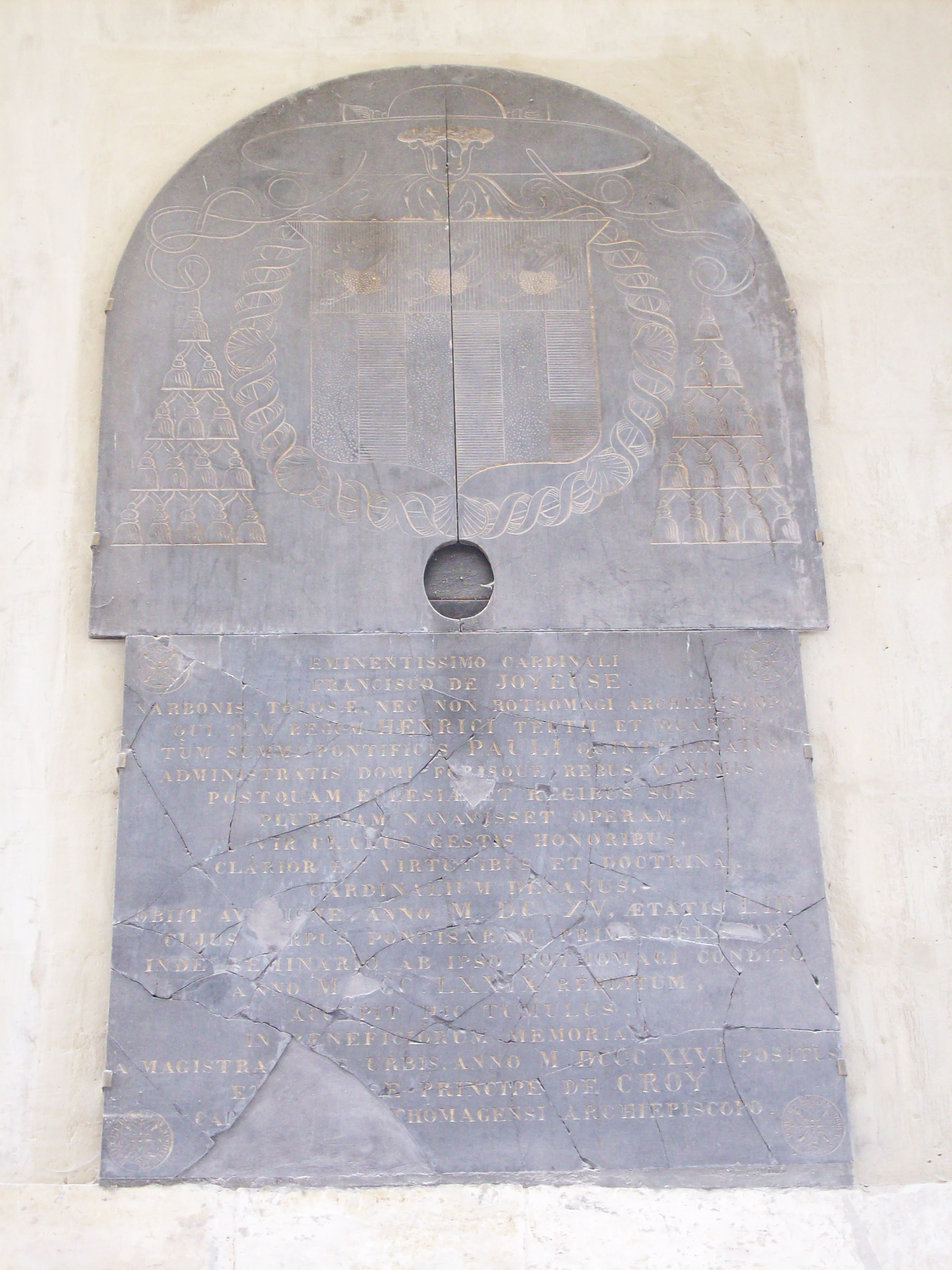
Épitaphe du cardinal de Joyeuse.
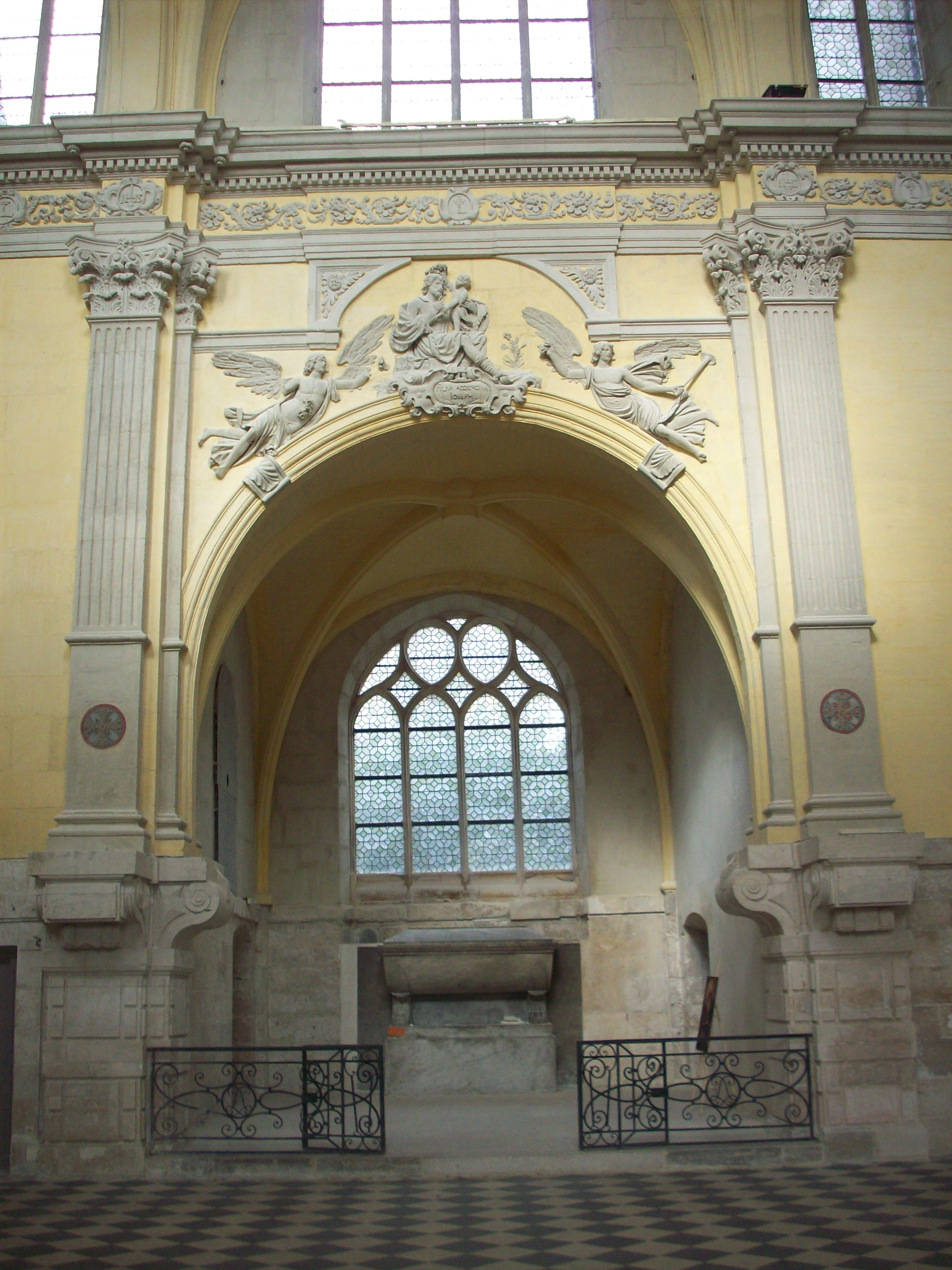
2e chapelle sud-ouest.

En route pour Rome, il meurt en chemin, de dysenterie, au collège d'Avignon, le 23 août 1615, à l'âge de 53 ans. Il est enterré dans l'église Jésuite de Pontoise (qui se déplacera à Rouen). Son cœur est déposé au collège d'Avignon. François de Joyeuse est aujourd'hui enterré dans une chapelle de l'église Saint-Louis du lycée Corneille de Rouen. Elle contient l'épitaphe : 
EMINENTISSIMO CARDINALI FRANCISCO DE JOYEUSE NARBONIS, TOLOSE, NEC NON ROTHOMAGI ARCHIEPISCOP QUI TUM REG(...) HENRICI TERTII ET QUARTI TUM SUMMI PONTIFICIS PAULI QUINT LEGATUS ADMINISTRATIS DOMI FORISQUE REBUS MAXIMIS POSTQUAM ECLESIA ET REGIBUS SUIS PLURIMAM NAVAVISSET OPERAM VIR CLARUS GESTIS HONORIBUS CLARIOR ET VIRTUTIBUS ET DOCTRINA CARDINALIUM DECANUS OBIIT AV(...)NE ANNO M.DC.XV AETATIS LIII CUJUS (...)RPUS PONTISARAM PRIMO DEL(...) INDE SEMINARIO AB IPSO ROTHOMAGI CONDITO ANNO M.(...)CC.LXXIX REDDITUM ACCEPIT HIC TUMULUS IN BENEFICIORUM MEMORIA MAGISTRA (...) RUBIS ANNO M.DCCC.XXVI POSITUS E(...)E PRINCIPE DE CROY CA(...) ROTHOMAGENSI ARCHIEPISCOPO.

## Liste de ses bénéfices ecclésiastiques
- Archevêque de : Narbonne (à partir de 1581); Toulouse (à partir de 1584) ; Rouen (à partir de 1604).
- Abbé commendataire de : Marmoutier (à partir de 1584); Notre-Dame de Chambons ; Saint-Florent-lès-Saumur (à partir de 1587); Mont-Saint-Michel (à partir de 1588) ; Fécamp (à partir de 1589) ; La Daurade (à partir de 1591); Eaunes (à partir de 1591); La Grasse (à partir de 1593); Boulbonne (à partir de 1597, échangée contre l'abbaye de La Daurade) ; Saint-Sernin (à partir de 1597) ; saint Géraud d'Aurillac (à partir de 1603) ; Grandselve (à partir de 1612) ; Juilly (à partir de 1613) ; Saint-Martin de Cauchenne (à partir de 1614), de Saint-Memmie de Châlons.

- Prieur d'Auzat, Naussac, Ruoms, Saint-Cirgues, Montbazens.
- Cardinal le 12 décembre 1583.
- Doyen du Collège des cardinaux en 1611.
- Églises et évêchés attribués à François de Joyeuse en tant que cardinal : Saint-Sylvestre (1585-1587) ; Trinité-des-Monts (1587-1594) ; Saint-Pierre-aux-liens (1594-1604) ; Sainte-Sabine (1604-1611) ; Ostie (1615, en qualité de doyen des cardinaux).

## Liste succincte de son patrimoine familial
- Duc de Joyeuse
- Baron d'Arques, Couiza, Puivert (baronnie vendue en 1610), Chalabre, Laudun, Descours, Rochemaure.
- Seigneur de Linières, Secourrieu, Lésignan, Lafitte.
- Par arbitrage, le comté de Batarnay échut en 1602 à Françoise de Batarnay, dame de Montrésor et tante maternelle du cardinal de Joyeuse.